# Saison 2014 du Fighting Irish de Notre Dame
Chronologie
Précédent Suivant
La saison 2014 du Fighting Irish de Notre Dame est le bilan de l'équipe de football américain des Fighting Irish de Notre Dame qui représente l'Université de Notre-Dame-du-Lac dans le Championnat NCAA de football américain 2014 du FBS organisé par la NCAA et ce en tant qu'équipe indépendante.
Elle joue ses matchs à domicile au Notre Dame Stadium et est dirigée pour la 5e saison consécutive par l'entraîneur Brian Kelly.

## L'avant-saison

### Saison 2013
L'équipe de 2013 termine la saison régulière avec un bilan de 8 victoires pour 4 défaites. Ils sont éligibles pour le Pinstripe Bowl 2014 qu'ils remportent en battant les Scarlet Knights de Rutgers sur le score de 29 à 16.

### Draft 2014 de la NFL
Les joueurs suivants de Notre Dame ont été sélectionnés lors de la Draft 2014 de la NFL :
| Tours | Choix numéro | Joueurs         | Postes             | Équipes                |
| ----- | ------------ | --------------- | ------------------ | ---------------------- |
| 1     | 16           | Zack Martin     | Offensive Tackle   | Cowboys de Dallas      |
| 2     | 46           | Stephon Tuitt   | Defensive End      | Steelers de Pittsburgh |
| 2     | 52           | Troy Niklas     | Tight End          | Cardinals de l'Arizona |
| 3     | 83           | Louis Nix       | Defensive Tackle   | Texans de Houston      |
| 3     | 89           | Chris Watt      | Offensive Guard    | Chargers de San Diego  |
| 4     | 139          | Prince Shembo   | Outside Linebacker | Atlanta Falcons        |
| 6     | 188          | Bennett Jackson | Cornerback         | Giants de New York     |
| 6     | 189          | T. J. Jones     | Wide Receiver      | Lions de Détroit       |

### Transferts sortants
Stephon Tuitt, Louis Nix, Troy Niklas et George Atkinson III ont tous choisi d'anticiper leur dernière année d'éligibilité en se présentant à la Draft NFL de 2014.
Le 4 avril 2014, le cornerback sophomore Rashad Kinlaw est écarté de l'équipe ayant été reconnu coupable d'infraction aux règles de l'équipe. À la suite de cette suspension, il quitte définitivement l'université.

### Transfert entrants
Cody Riggs, un defensive back des Gators de la Floride, annonce qu'il sera transféré à Notre Dame dès le mois de juin après avoir reçu son diplôme en mai 2014. Il y sera inscrit dans un programme d'études supérieures tout en épuisant sa dernière saison d'admissibilité.

### Changements d'entraîneurs
Chuck Martin quitte Notre Dame pour devenir l'entraineur principal des Redhawks de Miami. Il est remplacé par Mike Denbrock. Bob Diaco devient l'entraineur principal des Huskies du Connecticut. Brian VanGorder, anciennement entraineur des linebackers des Jets de New York, est recruté pour devenir le nouveau coordinateur défensif et entraineur des linebackers. Matt LaFleur, anciennement entraineur des quarterbacks des Redskins de Washington, est embauché pour devenir le nouvel entraineur des quaterbacks.

### Classe de recrutement
Brian Kelly reçoit 23 engagements incluant deux joueurs cinq-étoiles : le linebacker Nyles Morgan et l'offensive tackle Quenton Nelson.
La classe 2014 est composée d'athlètes-étudiants issus de 14 États.

## L'Ėquipe
Tactiques utilisées : 
- Défense : 4-3 Multiple
- Attaque : Spread Offense

Capitaines d'équipe :
- Cam McDaniel (RB)
- Nick Martin (C)
- Austin Collinsworth (S)
- Sheldon Day (DL)

Classements en fin de saison 2014 (Bowl compris) :
- CFP : Non classée
- AP : Non classée
- Coaches : Non classée

Bilan en fin de saison :
- Victoires : 7
- Défaites : 5
- Nuls : 0
- Éligible pour un bowl : oui, invité à jouer le Music City Bowl 2014 (victoire 31 à 28 contre LSU)

### Le Staff
| Noms            | Postes                                                 | Ancienneté à Notre Dame | Alma Mater (Année)          |
| --------------- | ------------------------------------------------------ | ----------------------- | --------------------------- |
| Brian Kelly     | Entraîneur principal                                   | 5e                      | Assumption (1982)           |
| Mike Denbrock   | Entraîneur Offensif et des Wide Receivers              | 5e                      | Grand Valley State (1987)   |
| Brian VanGorder | Coordinateur Défensif et des Inside Linebackers        | 1er                     | Wayne State (1980)          |
| Harry Hiestand  | Coordinateur de la ligne offensive et du jeu de course | 3e                      | East Stroudsburg (1983)     |
| Scott Booker    | Coordinateur des Tight Ends et de Équipes Spéciales    | 3e                      | Kent State (2003)           |
| Tony Alford     | Coordinateur des Running Backs et du recrutement       | 6e                      | Colorado State (1992)       |
| Kerry Cooks     | Entraîneur des Defensive Backs                         | 5e                      | Iowa (2000)                 |
| Mike Elston     | Entraîneur de la igne défensive                        | 5e                      | Michigan (1998)             |
| Bob Elliott     | Entraîneur des Outside Linebackers                     | 3e                      | Iowa (1976)                 |
| Matt LaFleur    | Entraîneur des Quarterbacks                            | 1er                     | Saginaw Valley State (2002) |
| Paul Longo      | Directeur du conditionnement physique                  | 5e                      | Wayne State (1981)          |

## Les résultats
| Saison Régulière 2014 |              |                               |                    |           |              |                         |             |
| Semaines | Dates        | Stades                        | Adversaires        | Résultats | Statistiques | Rankings CFP/AP/Coaches | Assistances |
| 1 | 30 août      | Notre Dame Stadium            | Rice               | G 48-17   | 1–0          | # NE/17/16              | 80 795      |
| 2 | 6 septembre  | Notre Dame Stadium            | Michigan           | G 31-00   | 2-0          | # NE/16/15              | 80 795      |
| 3 | 13 septembre | Lucas Oil Stadium             | @ Purdue           | G 30-14   | 3-0          | # NE/11/11              | 56 832      |
| 4 | 20 septembre | Bye Week                      | Bye Week           | Bye Week  | Bye Week     | Bye Week                | Bye Week    |
| 5 | 27 septembre | MetLife Stadium               | @ Syracuse         | G 31-15   | 4-0          | # NE/8/8                | 76 802      |
| 6 | 4 octobre    | Notre Dame Stadium            | #14 Stanford       | G 17-14   | 5-0          | # NE/9/8                | 80 795      |
| 7 | 11 octobre   | Notre Dame Stadium            | North Carolina     | G 50-43   | 6-0          | # NE/6/5                | 80 795      |
| 8 | 18 octobre   | Doak Campbell Stadium         | @ #2 Florida State | P 27-31   | 6-1          | # NE/5/5                | 82 431      |
| 9 | 25 octobre   | Bye Week                      | Bye Week           | Bye Week  | Bye Week     | Bye Week                | Bye Week    |
| 10 | 1er novembre | FedEx Field                   | @ Navy             | G 49-39   | 7-1          | # 10/7/6                | 36 807      |
| 11 | 8 novembre   | Sun Devil Stadium             | @ Arizona State    | P 31-55   | 7-2          | # 10/8/8                | 65 870      |
| 12 | 15 novembre  | Notre Dame Stadium            | Northwestern       | P40-43OT  | 7-3          | # 18/15/16              | 80 795      |
| 13 | 22 novembre  | Notre Dame Stadium            | Louisville         | P 31-38   | 7-4          | # NC/NC/NC              | 80 795      |
| 14 | 29 novembre  | Los Angeles Memorial Coliseum | @ USC              | P 14-49   | 7-5          | # NC/NC/NC              | 79 786      |
| Après-saison régulière |              |                               |                    |           |              |                         |             |
| Matchs | Dates        | Stades                        | Adversaires        | Résultats | Statistiques | Ranking AP/Coaches      | Assistances |
| Music City Bowl | 30 décembre  | LP Field, Nashville, Texas    | LSU Tigers         | G 31-28   | 8-5          | # NC                    | 60 419      |
| Bilan de la saison : 7 victoires, 5 défaites, ? bowl |              |                               |                    |           |              |                         |             |
| # x/x/x indique les classements CFP/AP Poll (Associated Press)/USA Today Coaches Poll de l'équipe AVANT le début du match. NE indique que le classement n'est pas sorti (non édité). OT indique que le match est allé à la prolongation (overtime) |              |                               |                    |           |              |                         |             |

## Classement final desIndépendants
| Classement final 2014 des INDEPENDANTS |              |   |   |   |                  |           |               |
| Places                                 | Équipes      | G | P | N | Bowls/CFP        | Bowls/CFP | Stat. Finales |
| 1                                      | BrighamYoung | 8 | 4 | 0 | Miami Beach Bowl | P 55-48   | 8-5           |
| 2                                      | Notre Dame   | 7 | 5 | 0 | Music City Bowl  | G 31-28   | 8-5           |
| 3                                      | Navy         | 7 | 5 | 0 | Poinsettia Bowl  | G 17-16   | 8-5           |
| 4                                      | Army         | 4 | 8 | 0 | -                | -         | 4-7           |

## Résumés des matchs
Le classement ou ranking (#) affiché dans les tableaux des résumés de match indique le classement AP (Associated Press) de l'équipe AVANT le match.
| - Date : 20 septembre 2014 |

| - Date : 25 octobre 2014 - Grâce à la défaite des Rebels d'Ole Miss (Mississippi), Notre Dame gagne une place dans les divers rankings et ce même sans jouer. |

| - Date : 1er décembre 2014 - Commentaire : Il s'agit de la semaine des finales de conférence. Notre Dame faisant partie de la conférence des Independent, l'équipe est d'office en bye week. |

## Music City Bowl 2014

### Présentation du match
À l'issue de la saison régulière 2014, le Fighting Irish (7-5) est éligible pour disputer un bowl et accepte l'invitation à rencontrer, le 30 décembre 2013, lors du Franklin American Mortgage Music City Bowl , l'équipe issue de la SEC, les Tigers de LSU (8-4), classée 23e au classement du CFP à l'issue de la saison régulière.
La saison régulière a été décevante pour ces deux équipes et elles espèrent grâce au bowl terminer l‘année sur une note positive. Une victoire donnerait un bilan de 9 victoires aux Tigers de LSU en autant de saison sous le coaching de Les Miles. Le Fighting Irish va tenter d’éviter de finir la saison par une série de 5 défaites consécutives.
Il s’agit du 3e bowl entre ces deux équipes, les deux premiers matchs ayant été gagnés par LSU, 27 à 9 lors de l’Independence Bowl de 1997 et 41 à 14 lors du Sugar Bowl de 2007. Il s’agit aussi de la 10e rencontre officielle entre ces deux équipes (5 victoires chacune). ND n’a gagné qu’un seul de ses 6 derniers matchs après avoir pourtant entamé la saison par 6 victoires consécutives.
La défense des Tigers n’accordant en moyenne que 16,4 points par match est classée 3e de la FBS. Elle est classée 7e en n’ayant concédé en moyenne que 305,8 yards par match. ND n’avait concédé que 316 yards et 12 pts par match sur l’ensemble de ses 5 premiers matchs mais ces moyennes sont devenues beaucoup plus mauvaises lors des 7 derniers matchs (462,6 yards et 42,6 pts encaissés).
QB Everett Golson de ND a inscrit 29 TDs à la passe et mène son équipe avec 8 TDs à la course. II a aussi commis 22 turnovers (perte de balle au profit de l’adversaire).
WR William Fuller mène l’attaque de ND avec 71 réceptions, 1 037 yards et il est classé 13e en FBS avec 14 TDs.
WR Travin Dural mène l’attaque de LSU avec 7 TDs et une moyenne de 20,9 yards par réception le classant  8e de la FBS.
3 joueurs des Tigers ont effectué au moins 100 courses cette saison et le freshman Leonard Fournette mène son équipe avec 891 yards et 8 TDs.
Le match débute vers 15:00 (heure locale soit(21:00 heure française) et est retransmis par ESPN.
Blessures :
OLM  Christian Lombard de ND est blessé au dos.
Center Elliott Porter de LSU est douteux à la suite d'un problème de cheville

### Résumé du match[10]
Au terme d’un affrontement passionnant entre deux programmes mythiques du College Football conclu par un FG salvateur sur le dernier jeu du match, le Fighting Irish de Notre Dame remporte le Music City Bowl en s’imposant 31-28 face aux Tigers de #22 LSU.
L'entraîneur Brian Kelly avait annoncé, lundi 29 décembre, la titularisation du sophomore QB Malik Zaire (12/15, 96 yards, 1 TDs et 22 courses, 96 yards à la course, 1 TD à la course) à la place du redshirt junior QB Everett Golson (6/11, 90 yards). Les deux quarterbacks ont finalement été utilisés par Kelly notamment sur le drive de la victoire du Fighting Irish. Parfois peu orthodoxe, ce système offensif à deux quarterbacks a parfaitement fonctionné, Notre Dame (8-5) remportant une 1re victoire contre un adversaire de la conférence SEC après deux lourds revers (41-14 face à LSU en 2007 et 42-14 face à Alabama en 2012).
On retiendra également l’excellente prestation de l’inexpérimentée défense des Irishs. Malmenée en fin de saison, elle a su profiter des entrainements du mois de décembre pour monter en puissance. Les sophomores DL Isaac Rochell, LB Jaylon Smith et S Max Redfield sont des stars en devenir et le freshman LB Nyles Morgan est peut-être le prochain Manti Te’o.
Tout au long de ce Music City Bowl, le Fighting Irish a réussi à contrôler l’horloge terminant cette rencontre avec 37 minutes de temps de possession du ballon. Notre Dame a également été efficace sur les 3e tentatives (11/17) mettant ainsi beaucoup de pression sur la jeune mais athlétique défense de #22 LSU (8-5).
Le film du match : Dès le premier drive de cette rencontre, on comprend que QB Malik Zaire est prêt à en découdre avec la défense des Tigers et il conclut cette 1re possession de Notre Dame par une passe de TD de 12 yards pour WR William Fuller (5 réceptions, 57 yards, 1 TD).
LSU réplique peu avant la fin du 1erquart-temps par un TD au sol de 8 yards de l’explosif true freshman RB Leonard Fournette (11 courses, 143 yards, 2 TDs et 1 TD sur un retour kick de 100 yards), indiscutablement le joueur du match malgré la défaite des Tigers. Avec un total de 1 034 yards au sol en 2014, il devient ainsi le second freshman de l’Histoire de l’université LSU à réussir plus de 1 000 yards sur course lors de sa première saison sur le campus de Bâton-Rouge (Louisiane).
Dès le début du second quart temps, QB Malik Zaire, sur une course de 7 yards, redonne l’avantage aux Fighting Irish mais RB Leonard Fournette égalise sur le kickoff suivant en remontant l’intégralité des 100 yards qui le séparait de la end-zone adverse (14-14).
Encore une fois, Notre Dame reprend les devants à la suite d'un long drive dirigé par QB Malik Zaire et couronné par une course de 6 yards de RB Tarean Folston (21-14) non sans un superbe bloc du quarterback des Irishs. La 1re mi-temps se conclut par une décision arbitrale controversée. Sur un « fake FG » dont l'entraîneur Les Miles a le secret, QB Brad Kragthorpe conserve le ballon et tente de percer la défense du Fighting Irish jusqu’à s’écrouler sur la ligne de but. Après vérification vidéo, les arbitres décident de ne pas accorder le TD.
Sans être véritablement dominateurs, ces derniers réussirent alors deux énormes jeux en début de seconde mi-temps. Sur une play-action parfaitement exécutée par QB Anthony Jennings (7/14, 151 yards, 1 TD), le freshman WR John Diarse se retrouve tout seul derrière la secondary de Notre Dame et file pendant 75 yards pour égaliser à 21-21. Puis, RB Leonard Fournette frappe à son tour avec une phénoménale course de 89 yards qui donne alors l'avance à #22 LSU pour la 1re fois de la rencontre.
Le Fighting Irish ne se décourage pas usant d’un jeu offensif équilibré pour déstabiliser la défense des Tigers. Et aux deux « big plays » de #22 LSU, Notre Dame réplique avec une course de 50 yards du prometteur WR C.J. Prosise (3 réceptions, 34 yards et 3 courses, 75 yards à la course, 1 TD à la course) qui égalise alors à 28-28.
Alors que les Tigers étaient en position de prendre les devants à moins de 12 minutes de la fin du match en tentant un FG de 40 yards, DL Isaac Rochell bloque la tentative de K Trent Dominique donnant alors le momentum à Notre Dame.
À moins de 6 minutes du terme de la rencontre, le Fighting Irish récupère la possession du ballon… et ne la rendront plus aux Tigers concluant un impressionnant drive de 14 jeux et 71 yards par un FG de 32 yards réussi par K Kyle Brindza pour sceller le sort du match, 31-28, en faveur de Notre Dame.
Cette victoire vient conclure de belle manière une saison contrastée pour le Fighting Irish. Les joueurs de l'entraîneur Kelly ont remporté leurs 6 premiers matchs avant de s’incliner de manière controversée à #3 Florida State. Notre Dame a alors perdu 5 de ses 6 dernières rencontres dont deux lourdes défaites à Arizona State (31-55) et à USC (14-49). C’est donc avec un certain momentum qu’ils commenceront la saison 2015.
De leur côté, les Tigers de LSU #22, malgré cette défaite inattendue, ont eu la confirmation que le freshman RB Leonard Fournette sera bien la superstar annoncée lors de son recrutement en février dernier.
Le QB Malik Zaire des Notre Dame a été désigné le MVP du match. 

## Rankings 2014
| 2014 | Semaines | Semaines | Semaines | Semaines | Semaines | Semaines | Semaines | Semaines | Semaines | Semaines  | Semaines | Semaines  | Semaines | Semaines | Semaines | Semaines | Semaines | Semaines |
| Polls | 1        | 2        | 3        | 4        | 5        | 6        | 7        | 8        | 9        | 10        | 11       | 12        | 13       | 14       | 15       | FSR *    | Final**  |          |
| AP | # 17     | # 16     | # 11     | # 9      | # 8      | # 9      | # 6      | # 5      | # 7      | # 6       | # 8      | # 15      | NC       | NC       | NC       | NC       | NC       |          |
| Coaches | # 16     | # 15     | # 11     | # 9      | # 8      | # 8      | # 5      | # 5      | # 8      | # 7       | # 8      | # 16      | NC       | NC       | NC       | NC       | NC       |          |
| C.F.P | NE       | NE       | NE       | NE       | NE       | NE       | NE       | NE       | NE       | #1028 Oct | #104 Nov | #1811 Nov | NC18 Nov | NC25 Nov | NC2 Déc  | NC7 Déc  | NC       |          |
| --- | -------- | -------- | -------- | -------- | -------- | -------- | -------- | -------- | -------- | --------- | -------- | --------- | -------- | -------- | -------- | -------- | -------- | -------- |
| NE indique que le classement n'est PAS PUBLIE à ce moment de la saison - - NC indique que l'équipe est NON CLASSEE dans le top 25 des divers rankings - - # indique le ranking de l'équipe AVANT le match de la semaine - FSR* indique le ranking APRES le dernier match de Saison Régulière - Final** indique le ranking final APRES l'éventuel Bowl d'après-saison régulière ou les matchs du CFP |          |          |          |          |          |          |          |          |          |           |          |           |          |          |          |          |          |          |